# Balkanov Peak
Der Balkanov Peak (englisch; bulgarisch Балканов връх Balkanow wrach) ist ein rund 600 m hoher und vereister Berg auf Liège Island im Palmer-Archipel vor der Westküste der Antarktischen Halbinsel. Er ragt 2,14 km östlich bis nördlich des Vazharov Peak und 5,8 km südwestlich des Neyt Point in den Brugmann Mountains auf. Die Caleta Coria liegt südlich und der Schterna-Gletscher nördlich von ihm.
Britische Wissenschaftler kartierten ihn 1978. Die bulgarische Kommission für Antarktische Geographische Namen benannte ihn 2013 nach Iwan Balkanow, Schiffsführer der Besetzungen auf der St.-Kliment-Ohridski-Station auf Livingston Island in mehreren Kampagnen ab 2002.